# Regiomontana
Regiomontana (femininum) eller Regiomontano (maskulinum) är personer i Monterrey med omnejd. Jämför med stockholmare eller skåning. 
Till exempel finns Clásico Regiomontano, ett fotbollsderby mellan rivalerna CF Monterrey och Tigres UANL som pågått sedan 1974. Ordet har även en koppling till Universidad Regiomontana, ett av de största och mest prestigefyllda universiteten i Mexiko.
På senare år har ordet utvecklats till ett namn i talspråk för staden Monterrey och dess storstadsområde, där både Ciudad Apodaca, Guadalupe, San Nicolás de los Garza, Ciudad General Escobedo, Ciudad Santa Catarina, San Pedro Garza García, Valle de Salduero, La Estanzuela, med flera närliggande städer och områden ingår.